# Бої за 32-й блокпост
Бої за 32-й блокпост, прозваний як «долина смерті» — бойові дії, що тривали 13—28 жовтня 2014 року за блокпост на «Бахмутці» — трасі Р66(Т 1303). 32-й блокпост був розташований неподалік с. Сміле і м. Слов'яносербськ.
32-й блокпост утримували порядка 120 бійців зі складу Вінницького полку НГУ та 80-ї аеромобільної бригади. Після Мінського перемир'я ватажки проросійських збройних угруповань запевнили, що не відкриватимуть вогню і домовилися збудувати власний опорний пункт між 31-м і 32-м блокпостом. Невдовзі вони почали блокування 32-го блокпосту від доправлення туди води, провізії, екіпіровки та боєприпасів.
Українське командування організовувало спроби прориву до 32-го блокпоста, проте майже кожна спроба завершувалася втратами бронетехніки. У бою 15 жовтня український танк знищив протитанковий розрахунок під командуванням старшого лейтенанта 200-ї мотострілецької бригади Збройних сил РФ Євгена Трундаєва. Члени НЗФ відплатили тим, що стратили полоненого айдарівця Олександра Піскіжова. Євгенові Трундаєву в Росії присвоєно звання Героя Росії.
Внаслідок блокування в останніх числах жовтня майже половина особового складу 32-го блокпоста не могла долучатися до боїв через захворювання та знесилення. В ході переговорів на місцевому рівні з командуванням проросійських сил досягнуто домовленості про вихід українських військ зі зброєю з 32-го блокпоста. У ніч проти 28 жовтня відбувся вихід українських сил «зеленим коридором», що пройшов за умовами домовленості, без втрат жодної зі сторін.

## Передумови
У серпні 2014 року 32-й блокпост утримували бійці 21-ї окремої бригади НГУ,[джерело?] яких згодом[коли?] було замінено на 120 бійців Вінницького полку НГУ.
За даними РНБО, озвученими 18 жовтня вже в ході боїв, ще у вересні 32-й блокпост був на відстані 250 метрів оточений позиціями незаконних збройних формувань і російських найманців.
Блокпост утримували порядка 120 бійців 3-го батальйону Вінницького полку Національної гвардії та 4-ї роти 2-го батальйону 80-ї аеромобільної бригади. Командувачем десантників на блокпосту був старший лейтенант Володимир Вишневський.
Комбат проросійського формування Володимир Цвях про зведення позицій біля 32-го блокпосту:

| Я ему говорю: мы на своей земле, мы никуда отходить не будем. Хотите, давайте договариваемся: я ставлю здесь свой блокпост, и мы до определенного момента с тобой мирно существуем. А он говорит — а вдруг провокации, вдруг ваши выстрелят? — Я тебе сказал: я тут командир подразделения. Я если сказал, что мои стрелять не будут — они стрелять не будут. И он согласился. В тот же день я пригнал трактор, накопал блиндажей, капониров, окоп. Накопал здесь. Ну, было село Смелое. Заехал разведчиками туда — узнаю, что там тоже нет украинских войск. Мы сразу заняли и Смелое. |
| |

Володимир Цвях про 32-й блокпост:

| Для блок-поста это очень много.. Это обыкновенный опорный пункт, больше 200 человек здесь находилось. Какая-то высотка хоть минимальная — наши позиции все хорошо видно. Та мы и, в принципе, когда пришли сюда, копали их — они ж всё это видели. Если они свои делали, то мы не знали где у них что находится, то они всё знали о нас. |
| |

## Перебіг бойових дій
13 жовтня, за повідомленням Геннадія Москаля, біля села Сміле розвідувальна група 80-ї аеромобільної бригади вступила в бій із бойовиками батальйону «Дон», напад відбитий, жертв та поранених серед військових не було. З 11.50 до 12.20 тривав мінометний обстріл 32-го посту Нацгвардії, після чого бойовики здійснили штурм блокпосту.
Того дня, 13 жовтня, підрозділ 80-ї аеромобільної бригади спробував здійснити прорив з 32-го блокпосту у напрямку 31-го. Три БТР-80 йшли широким фронтом по полям на позиції проросійських сил, десантники йшли позаду під їх прикриттям. Середній бронетранспортер був вражений гранатометом і вийшов з ладу, але увесь екіпаж успішно покинув машину. До противника було порядка 700 метрів, проте втрата БТРа лишала без прикриття інші бойові машини, тому старший лейтенант Володимир Вишневський скомандував відступ. За мить вибухом з підствольного гранатомета йому відірвало ногу, проте він зумів надати собі першу допомогу і повзти з поля бою поки йому не прийшли на поміч два побратими.
- Геннадій Москаль наступного дня повідомив, що на допомогу Нацгвардії прибула 80-та аеромобільна бригада, в результаті бою українські військові втратили два БТР, один офіцер і троє солдатів дістали поранення.[7][8][10]

14 жовтня, в день Святої Покрови, комбат 40-го полку НГУ майор Анатолій Боженко отримав завдання провести розвідку на підступах до 32-го блокпосту. Колона складалася з двох бойових машин — БМП і БТР. Колона висунулась зранку, і під час руху до точки призначення під шаленим обстрілом було підбито БМП — до 32-го блокпосту прорвався лише БТР з комбатом. Оцінивши обстановку на 32-му, Анатолій вирішив іти на допомогу екіпажу підбитого БМП, не знаючи на той момент, що екіпажу вдалося вибратися з машини і врятуватися. За словами Анатолія, коли вони поверталися, побачили підбитий БМП на полі край дороги між 31-м і 32-м блокпостом. На під'їзді до машини у їх БТР заклинило башту і відмовила гармата. Як тільки БТР зупинився біля БМП, його вразила протитанкова ракета — прицільний постріл влучив у башту, її повністю відірвало. За словами Анатолія, солдат Євген Лабун, який знаходився під баштою, а також навідник гармати Сергій Думанський одразу загинули. Від вибуху через відчинені задні двері першим вилетів командир БТРа старший лейтенант Олександр Москалюк, вибралися також сам майор Боженко, солдат Петро Стус та неушкоджений водій. Була 10:00 ранку, коли Анатолій телефоном повідомив командування про двох загиблих, і знепритомнів. Надвечір комбата Боженка привели до тями працівники СММ ОБСЄ, і його разом зі Стусом взяли в полон бойовики. На той час Олександр Москалюк вже загинув від втрати крові.
- Того дня по обіді було повідомлено, що в районі 32-го блокпосту, неточно вказаного Еспресо як село Бахмутка, точаться бої. За повідомленням губернатора Луганщини Геннадія Москаля, поранені п'ятеро українських силовиків, було підбито 1 українську БМП та 1 БТР. Москаль також зазначив, що про ймовірний напад було відомо заздалегідь — про це повідомляли і місцеві мешканці, і бойовики отамана Козіцина, що оточили і вимагали здати 32-й блокпост. Проте гарнізон блокпосту не було підсилено.[13]

| Було отримано інформацію про загиблих із нашого боку, однак офіційно ця інформація поки не підтверджується. З місця бою надходять суперечливі дані, оскільки ні мобільний, ні інший зв'язок там зараз не працює |
| — Геннадій Москаль, 14 жовтня 2014 |

- Наступного дня, 15 жовтня, було повідомлено що з 8.00 до 8.40, а потім о 10.10 тривав обстріл 32-го блокпосту з мінометів. О 10.45 відбулося бойове зіткнення групи 24-ї бригади ЗСУ, яка йшла на підмогу 32-му блокпосту Нацгвардії, з бойовиками. З українського боку є втрати бронетехніки. Близько 15-ї години група 80-ї аеромобільної бригади ЗСУ, що йшла на підмогу нацгвардійцям, потрапила в засідку. З нашого боку є втрати бронетехніки, число вбитих та поранених з'ясовується.[14]
- У інтерв'ю за листопад 2016 року Анатолій Боженко сказав, що у тому БТР було всього 8 бійців, з яких вижили тільки двоє. Він згадує, що був і неушкоджений водій, але від іншого бронетранспортера.[11]

15 жовтня після 2-ї годині ночі бойовики обстріляли, а потім оточили місцевість поблизу 31 та 32 блокпостів Нацгвардії в районі Бахмутки, там тривав бій, — повідомив Геннадій Москаль зранку. За його даними, в оточенні під Бахмуткою опинилося 112 бійців збройних сил та Нацгвардії, до полону потрапили чимало поранених та контужених, серед них командир батальйону:

| На сьогоднішній ранок достовірної інформації про ситуацію на Бахмутці немає. Відомо, що в оточенні опинилося 112 бійців збройних сил та Нацгвардії. Ряд поранених та контужених військових потрапили в полон, у їх числі — один командир батальйону. Ситуацію, що склалася там, можна охарактеризувати як критичну. Конкретних відомостей про втрати бронетехніки, кількість убитих та поранених немає, оскільки підійти до місця бойового зіткнення неможливо через постійні обстріли з важкої техніки, яка окопалася в лісовому масиві |
| — Геннадій Москаль, 15 жовтня 2014 |

Спроби представників ОБСЄ по телефону домовитися з керівництвом «ЛНР» припинити вогонь були безрезультатними, бойовики «Війська донського» не визнають зверхності ЛНР. Того ж дня Пресцентр АТО повідомляє, що ситуація на блокпосту поблизу Бахмутки складна, але контрольована; організовано охорону та оборону, особовий склад забезпечений засобами вогневого ураження та бронетехнікою. Задля деблокування блокпосту силами АТО надається військовим на блокпосту підтримка вогневими засобами та резервними підрозділами". В другій половині дня Геннадій Москаль закликає мешканців та гостей Луганщини утримуватися від поїздок по Бахмутці: «Луганська облдержадміністрація просить мешканців та гостей Луганщини утриматися від поїздок по автодорозі Бахмутка між м. Гірське Попаснянського району та Луганськом. Через бойові дії та збройні провокації так званих козаків „Війська донського“ дорога закрита, з'являтися там небезпечно для життя». Протягом дня терористи обстрілюють з мінометів та установок «Град» позиції українських сил біля Смілого, особовий склад блокпосту спільно з підрозділами вогневої підтримки і бронегрупою сил АТО здійснює заходи, спрямовані на блокування та ліквідацію «неконтрольованих» бандитських угруповань, по офіційній інформації — блокпост дообладнано та посилено засобами вогневого ураження і бронетехнікою.
15 жовтня група батальйону «Айдар» отримала завдання від т.в.о. Холода виїхати на підсилення блокпосту № 32 біля села Сміле, який потребував допомоги. За словами бійця Айдару Максима Вакуленка, псевдо «Елвіс», група у складі 30 чоловік виїхала з 31-го блокпосту надвечір. Колона Айдару складалася з білого Volkswagen Т4 на польських номерах, Mitsubishi L200, що перевозив боєкомплект, та Mercedes E210. У мікроавтобусі Фольксваген всього було 8 чоловік, за кермом був командир Золотої сотні Олександр «Італієць». Мікроавтобус проїхав 3-4 км, проколов колесо, проїжджаючи згорілу бронетехніку, і потрапив під обстріл — командира одразу поранило, мікроавтобус занесло в кювет перед позиціями росіян. Загорівся і пікап L200, у ньому важко поранило Владислава Царенка. Айдарівці вибралися з палаючого пікапа, витягли й Владислава, проте він невдовзі помер.
Позиції проросійських сил знаходилися біля траси — це були укріплення з бліндажем, який утримували члени батальйону «Хуліган» — російські найманці з Уралу. На їх позиціях висів український прапор. Ховаючись за мікроавтобусом, бійці Айдару деякий час вели перестрілку з росіянами, хоча були поранені усі, окрім Сергія Дикого і Гуцула. Врешті їх взяли в полон, росіяни затягнули полонених до себе на позиції. Юрій «Ока» невдовзі помер від поранень.
За айдарівцями йшла колона 24 ОМБр. Валерій Холонівець, замкомвзводу 4-ї роти, згадує, що колона складалася з двох танків, позаду йшла його БМП-2. За його словами, біля села Оріхове БМП-2 була підбита, Валерій потрапив до полону. За словами Вакуленка, колона з трьох танків йшла їм на допомогу, два з яких були підбиті ще на підході. Під час бою український танк зробив постріл у бруствер, внаслідок вибуху на місці загинуло двоє членів Хулігану — Василь Жуков «Батя» і Геннадій Корольов «Елвіс». Ще одному росіянину, Михайлу Лаптєву, в тому бою снарядом з гармати БТР-4 Буцефал відірвало ногу. За словами Євгенія Локтіонова, ще одного росіянина з блокпосту, український танк уже був ними підпалений і горів, коли зробив постріл в їх окоп. За словами Михайла Жукова, сина убитого Василя Жукова, цей танк витримав 8 влучань гранатометів і 2 влучання Шмеля, після чого ще зміг пройти кілометр. Тільки після цього екіпаж покинув танк, але був взятий у полон.
- Одразу після бою повідомлялося, що під час бою загинули 8 українських бійців, 2 були захоплені у полон, ще 3 поранені.
- 27 жовтня з місця бою вивезли 4 тіла та фрагменти тіл ще 4—6 бійців. Тіла були ідентифіковані — це айдарівці Олександр Піскіжов, Юрій Полєно та Владислав Царенко, а також офіцер НГУ Олександр Москалюк.[27]
- Пізніше стало відомо, що 15 жовтня 2014 року у бою під 32-м блокпостом було вбито старшого лейтенанта 200-ї мотострілецької бригади Збройних сил РФ, командувача протитанковим підрозділом Євгена Трундаєва.[28][29] Згодом Трундаєву було таємно присвоєно звання Героя Росії.[30] 25 грудня 2014 року Максим Відецьких, громадянин РФ і учасник бою 15 жовтня, підтвердив смерть «старшого лейтенента, птурщика Євгена» у бою під 32-м блокпостом.
- Максим Відецьких також розповів, що після бою вони взяли у полон 6 бійців Айдару, і стратили щонайменше їхнього командира, відплативши за смерть Трундаєва.[31][32] Підтверджує страту полоненого айдарівця росіянин Євгеній Локтіонов[24][25] і айдарівець Максим Вакуленко — старшого сержанта Олександра Піскіжова на псевдо Італієць били прикладами по голові поки не розбили череп, після чого застрелили.[17][18][33]

- Полоненого того дня бійця 24 ОМБр Валерія Холонівця було звільнено з полону у січні 2015 року.[34][35]

16 жовтня українські сили продовжували закріплюватися на позиціях біля траси та збільшувати чисельність військової техніки (при цьому РНБО в релізі говорить про село Бахмутівку).
- 17 жовтня повідомлялося, що 5 бійців Нацгвардії вважаються зниклими безвісти після засідки 16 жовтня, поводяться пошукові роботи.[37]
- 22 жовтня пресслужба МВС повідомила, що 16 жовтня під час артобстрілу колони, котра рухалася зі сторони блокпоста в селі Нижнє Попаснянського району у напрямі Смілого, терористами були знищені три БТР-4Е, та пропали у бою безвісти п'ять військовослужбовців.[38][39][40]

17 жовтня речник РНБО повідомив, що десятки бойовиків загинули у бою під Бахмуткою: «У Бахмутці теж після вчорашніх-позавчорашніх обстрілів і атак нам вдалося їх відбити. Є можливість поставляти озброєння, боєприпаси, продовольство. Дуже майстерно попрацювала там наша артилерія. Під час вчорашнього бою там загинули 2 наших військових, а противник, за нашими даними, сьогодні ховає десятки своїх людей». Того ж дня радник міністра внутрішніх справ Зорян Шкіряк повідомив, що ситуація біля Бахмутівки напружена, але до українських військових має надійти підкріплення і озброєння — це йому сповістив в.о. командувача Національної гвардії Олександр Кривенко.
18 жовтня довкола 32-го блокпоста українських військових, що поруч населеного пункту Сміле, тривають активні бойові дії. Офіцер РНБО: «Ще у вересні він був на відстані 250 метрів оточений позиціями незаконних збройних формувань і російських найманців. Зараз мінометні обстріли цього блокпосту, обстріли зі стрілецької зброї, окремі сутички тривають… Наразі там тривають бойові дії». Того ж дня шестеро зниклих біля Смілого українських військових повернулися до частин, іще п'ятьох шукають. Загалом атака терористів тривала майже 4 години. Українські сили відбили штурм у взаємодії з артилерією, обійшлося без втрат, двоє поранених.. Разом з тим військові 80-ї аеромобільної бригади потрапили в оточення й потребують допомоги — про це в ефірі одного з каналів повідомив один боєць підрозділу та зауважив, що підбито 1 танк противника. Того ж дня Президент України Петро Порошенко заявляє, що ситуація під Бахмуткою контрольована, 31-й та 32-й блокпости не відводяться: «Мені відомо все. Зокрема і те, що деякі дзвінки здійснювалися з міста Донецьк». При цьому Порошенко повідомив, що один з підрозділів погано зачистив «зеленку», де перебували у засідці кілька диверсійно-розвідувальних груп противника — саме через це був обстріляний конвой, що забезпечував блокпости водою та боєприпасами. Порошенко також сказав, що Москаль став жертвою провокації дзвінка з «блокпоста», а насправді йому дзвонили з Донецька: «Москаль своє вже отримав. Він немає коментувати, бо йому теж дзвонили з „блокпоста“».
- Того ж дня один із бійців 80-ї десантної аеромобільної бригади, яка обороняє підступи до траси, телефоном одному телеканалу повідомив, що українські війська беруть в оточення терористів поблизу села Сміле, бої тривають й надалі, поранено 3 військовослужбовці.

Вночі з 18 на 19 жовтня, за повідомленням Міністерства оборони, сили АТО здійснили рейд біля блокпоста № 32, доставивши на блокпост дві тони води, продукти, зброю, і знищивши один танк та живу силу терористів.
У ніч з 18 на 19 жовтня, захищаючи позиції 32-го блокпосту, під час мінометного обстрілу загинув Андрій Дудин.
19 жовтня поширюється інформація, що сепаратисти оточили українських військових на чотирьох блокпостах — з 29-го до (між Лисичанськом та Попасною) 32-го (під Слов'яносербськом):

| Терміново! Телефонують бійці з 29-32 блокпосту, Дев'ятий батальйон Вінницької територіальної оборони опинився в котлі, ні води, ні їжі вже немає. Поступив ультиматум від бойовиків: або військових вб'ють, або вони мусять здатися в полон. Бо їх знищать. 32-й блок-пост під Слов'яносербськом. Інші повідомили, що знаходяться в районі між Лисичанськом та Попасною в оточенні |
| — Андрій із батальйону 3008. |

Військове керівництво держави заперечує, що українські військові знаходяться в полоні та в оточенні та наполягає — таким чином сіється паніка та ведеться інформаційна війна.

| Всі живі та здорові. То російські спецслужби працюють, аби українці думали, що у нас не все гаразд. Сам сьогодні з десяток таких повідомлень отримав бійців. Ми в Краматорську, на завтра планується важлива операція, завтра й розповім подробиці. Зараз запевню, що позиції наших хлопців не видам, аби не нашкодити їм. |
| — Владислав Селезньов, 19 жовтня 2014 |

19 жовтня 2014 року підрозділ 24-ї бригади, що стояв поблизу Трьохізбенки, отримав наказ доставити підкріплення, боєприпаси і провіант на 32-й блокпост, бійці якого перебували в оточенні. За словами Миколи Капланчука, бійця 2-го батальйону 24 ОМБр, їх колона складалася з танку і БМП Ангел, з ними були й десантники 80-ї бригади та 95-ї бригади. За словами Володимира Муляра, у той день з 24-ї бригади було два відділення, колона складалася з танку, двох БМП (Ангел та Балабай) та 2-3 БТРів. Колона йшла по центральній дорозі, і за свідченням Володимира, мала відтягувати вогонь на себе — разом з ними по флангу йшов ще один підрозділ, що мав їх прикривати. Коли колона на дорозі порівнялася зі спаленою раніше технікою, з посадок було відкрито вогонь з гранатометів та ПТРК. Танк, що йшов попереду, отримав влучання, запалав та зупинився. Імовірно, у ньому загинув танкіст Вадим Рогожкін, двоє інших членів екіпажу зуміли покинути танк, перш ніж там здетонував боєкомплект. Бійці, що їхали на БМП одразу позаду танка, отримали поранення — командир взводу, капітан Валентин Дихтяр дістав поранення у груди і скотився з БМП, за ним зістрибнув Володимир Муляр. Миколу Капланчука теж поранило і викинуло з БМП на асфальт. Після цього у БМП влучили постріли гранатометів і ракета ПТРК, бойову машину розірвало. У ній загинули троє бійців 24-ї бригади: Юрій Бурдяк, оператор-навідник Тарас Михальський та мехвод Геннадій Запара. БТР десантників був підбитий разом з бронетехнікою 24-ї бригади. Уцілілі відступили на БТРі 80-ї бригади. За словами Володимира Муляра, підрозділ, що заходив із флангу, відкрив нищівний вогонь по позиціях проросійських збройних формувань у посадках.
- За словами Капланчука, він врятувався тим, що після падіння з БМП відкотився у кювет, а потім відповз у поле, подалі від дороги. Після бою він чув поодинокі постріли — бойовики добивали поранених. Він провів на полі майже три доби, на третій день помітив на дорозі волонтерську «швидку» Армена Нікогосяна, що рухалася з боку 32-го блокпосту, яка його й врятувала.[49]
- У бою був поранений старший лейтенант 95-ї бригади Віталій Пилипчук.[55]
- 22-го оприлюднено інформацію, що в боях за Бахмутку того дня загинуло 2 та поранено 9 військових. Юрій Бурдяк тоді вважався зниклим безвісти.
- У інтерв'ю старшого сержанта Володимира Муляра від 16 квітня 2016 року стверджується, що того дня загинуло 9 українських військовослужбовців.[51]

20 жовтня біля Смілого проводиться зачистка із завчасно отримани підсиленням українські війська завдати ворогу значних втрат у живій силі та техніці. Наступ терористів зупинено, бойовики захлинувся, бойовики відходять, позиції залишаються під контролем українських військових. Через масовані обстріли та жорстокі бої військові зазнали втрат — загинув 1 боєць батальйону «Айдар», 1 — з 95-ї бригади, кілька бійців з інших підрозділів ЗСУ. Того ж дня офіційні представники повідомляють, що під час обстрілів та боїв в районі блокпосту біля Смілого 19-го загинуло більше 4-х українських військових з різних батальйонів.
21 жовтня керівник пресцентру АТО Владислав Селезньов сповіщає, що не виключає можливості провокацій з боку російських журналістів у районі «Бахмутки»: «У район 32-го блокпоста біля Бахмутки під'їхала знімальна група Першого російського каналу. Ми очікуємо провокацій. Як тільки Перший канал  і „Росія-24“ з'являються, можуть бути провокації». Того ж дня повідомлено, що три українські військовки 24-ї бригади, які вважалися загиблими, знаходяться в госпіталі.
22 жовтня під час артобстрілу з боку Кіровська, підконтрольного «ЛНР», у напрямі блокпосту під смт. Нижнє знищено службовий автомобіль ЗСУ «КрАЗ». Того ж дня терористи з мінометів атакували українські сили біля села Сміле, вогнем у відповідь напади відбито.
24 жовтня члени проросійських формувань погодилися пропустити вантажівку КрАЗ з зимовою формою, теплими речами і провізією до 32-го блокпосту в обмін на тіла 6 загиблих членів НЗФ. Українські військовики відповіли відмовою, і КрАЗ з вантажем розвернули. Російські медіа взяли інтерв'ю у членів проросійських формувань:

| Нет никакого котла здесь. То что они говорят про всякие котлы — это ерунда. Доставляют также им боеприпасы, сейчас конечно мы немного перекрыли им подачу. Ушли из ихнего блокпоста остатки Айдаровцев, ушли поляки-наёмники, раненных вывезли, не ушло командование. То есть сейчас там находятся обыкновенные призовники. 25-30 человек там сейчас осталось, плюс бронетехника. Уходить не хотят, говорят что выполняют свой долг. |
| — «Старшина», член проросійського збройного формування, 24 жовтня 2014 |

25 жовтня для підтримки 32-го блокпосту біля Смілого сформовані бронегрупи — йдеться у зведенні інформаційно-аналітичного центру РНБО.
26 жовтня під час супроводу автомобільної техніки, котра доставила на 32-й блокпост продукти харчування й питну воду, БМР-2 (б/н 151) 703-го інженерного полку підірвалася на фугасі, мехвод Олександр Дикий був контужений, проте 53-річний прапорщик Іван Грех врятував побратима, і за допомогою сил Національної гвардії евакуював його до 31-го блокпосту. Того дня під час операції по прориву оточення загинув капітан 140-го центру спецпризначення Дан Колісник.
- 27 жовтня речник РНБО повідомив, що під час рейду 26 жовтня українські сили втратили не тільки БМР, що підірвався на фугасі, але й один бронетранспортер, при цьому два члени екіпажу загинули.[67]
- Підірвану на міні БМР-2 (б/н 151) взяли у якості трофея проросійські сили.[68]

27 жовтня по домовленості з проросійською стороною українські бійці вивезли з 32-го блокпосту тіла загиблих. За даними Костянтина Реуцького, голови правління правозахисного центру «Поступ», було вивезено 4 тіла і частини тіл ще, імовірно, чотирьох або шести бійців.
- Володимир Цвях про причини бойових дій:[19]

| За моей спиной находится 32-й блокпост. Он находится глубоко в тылу. В нашем тылу. Поэтому было принято решение его блокрировать. От боеприпасов, воды, тёплых вещей, продовольствия и всего остального. Но когда мы его блокировали, у нас ещё была устная договорённость не стрелять. Когда мы его блокировали, они пошли на штурм и открыли первые огонь. Поэтому все что вы видите — это либо шло на помощь к ним, либо пытались они оттуда вырваться. |
| — Володимир Цвях, командувач батальйону Хуліган, 27 жовтня 2014 |

### Вихід
Проросійські формування 27 жовтня висунули ультиматум — покинути блокпост до півночі, або його обстріляють з Градів. Пізно вночі того ж дня українські військові вийшли з оточення з 32-го блокпоста «зеленим коридором». Військові 80-ї бригади та бійці Національної гвардії відійшли з амуніцією та усією боєздатною технікою. За домовленістю, вихід української колони відбувався у супроводі офіцера проросійських формувань.
- Начальник штабу 2-го аеромобільного десантного батальйону 80 бригади повідомив, що вихід відбувся за наказом командування.[72]

28 жовтня українські військові, котрі утримували 32-й блокпост, розповідають, що керівництво АТО обманювало, запевняючи, мовляв — солдати забезпечені усім необхідним. У військових насправді не було нічого, навіть води. Виходили з оточення по досягненні домовленості із сепаратистами.

| Наше керівництво кожного дня обманювало і казало, нібито у нас є все. Це брехня. У нас не було нічого. І воду, і сигарети нам давали «ополченці». Ми приїхали сюди одразу в оточення. З першого дня нас оточили. Хто за це відповість? Сепаратисти підтягнули два Гради, купу танків та техніки. І сказали, якщо самостійно не вийдемо, то нас виведуть. Наші люди були знеможені. Половина із нас просто не могла оборонятися. Реально із сотні билась половина: багато у кого було запалення легенів, застуда, і просто фізичне виснаження. Такого мінного обстрілу не бачив ніхто. Били так, що ми просто не були до цього готовими. |
| — Військовий Андрій «Док» |

29 жовтня під Сокільниками загинув у бою солдат 80-ї бригади Євген Геш. Військовики потрапили у засідку, БТР десантників терористи підбили; Геш кулеметним вогнем прикривав відхід групи, чим врятував життя побратимів. Група, котра змогла відійти, бачила, як БТР горів.

## Наслідки
30 жовтня бойовики організовують для російських журналістів «інформаційні тури» — до колишнього блок-посту № 32. При цьому терористи демонструють залишки української бронетехніки та — нібито — місця поховання загиблих українських військовиків, одночасно розповідаючи про «велику перемогу під Смілим».

### Благодійність
31 жовтня 2014 року оприлюднена інформація, що на благодійний аукціон в Україні виставили м'яч з автографами легендарних футболістів московського «Спартака» часів СРСР. Гроші, виручені від продажу, підуть на потреби українських військових, постраждалих на 32-му блокпосту. М'яч був свого часу подарований високопосадовцю, на м'ячі залишили підписи: Рінат Дасаєв, Вагіз Хідіятуллін, Федір Черенков, Георгій Ярцев та ще понад два десятки гравців «Спартака».

### Кримінальне провадження
20 листопада 2014-го прокуратура порушила справу проти командування АТО — через події на 32-му блокпосту, що призвели до його втрати.

## Втрати
За час боїв до полону потрапили українські військовики, включно з комбатом 40-го полку НГУ Анатолієм Боженком.
29 жовтня 2014 року Юрій Бутусов, головний редактор «Цензор. Нет», на пресконференції повідомляє, що бійці, опитані ним, знають про 8 загиблих і вважають, що іще до 20 тіл українських вояків можуть знаходитися в околицях.
23 жовтня 2015 року Юрій Бутусов написав, що підтверджено 8 загиблих і певну кількість зниклих безвісти у боях за 32-й блокпост. Він також сказав, що було втрачено 22 одиниці техніки: 17 одиниць бронетехніки (3 од. Т-64, 5 од. БМП-2, 3 од. БТР-4, 4 од. БТР-80, 2 од. БМР), а також 5 автомобілів.
Підполковник 40-го полку НГУ Анатолій Боженко в листопаді 2016 року сказав, що в боях за 32-й блокпост втрачено 22 одиниці техніки. За його словами, число втрат самих лише бійців Айдару становило 60 осіб.

### Російські дані
У випуску від 23 жовтня 2014 російський державний канал «Россия-1» інформував, що у боях за блокпост загинуло понад 100 українських силовиків, а у випуску від 27 жовтня вже повідомляв про загибель 150 українських силовиків.

## Матеріали
- Віталія Мазур, 32-й блокпост через 8 місяців після облоги: прокуратура шукає терористів серед українських бійців [Архівовано 17 серпня 2018 у Wayback Machine.] // vinnitsaok.com.ua, 24 червня 2015
- Дмитро Путята, «Залізяка! Залізяка! Я Скотина. 4-5-0!» історія битви за 32-й блокпост // Цензор.нет, 27 жовтня 2017
- Юрій Бутусов, 14 загиблих і зниклих безвісти - герої, полеглі в боях першого "розведення військ" на 32-му блокпості // Цензор.нет, 29 жовтня 2019